# Autophila tetrastigma
Autophila tetrastigma är en fjärilsart som beskrevs av Charles Boursin 1940. Autophila tetrastigma ingår i släktet Autophila och familjen nattflyn. Inga underarter finns listade i Catalogue of Life.